# Élections cantonales de 2004 dans l'Ardèche
Les élections cantonales ont eu lieu les 21 et 28 mars 2004.
Lors de ces élections, 16 des 33 cantons de l'Ardèche ont été renouvelés. Elles ont vu la reconduction de la majorité socialiste dirigée par Michel Teston, président du conseil général depuis 1998.

## Résultats à l’échelle du département
Répartition départementale des résultats (2e tour).
- PS (48,58 %)
- DVG (11,75 %)
- UMP (11,67 %)
- UDF (12,46 %)
- DVD (13,86 %)
- FN (1,68 %)

| Étiquette      | Étiquette                          | Premier tour | Premier tour | Second tour | Second tour | Sièges |
| Étiquette      | Étiquette                          | Voix         | %            | Voix        | %           | Sièges |
| -------------- | ---------------------------------- | ------------ | ------------ | ----------- | ----------- | ------ |
|                | Parti socialiste                   | 16 472       | 26,27        | 26 425      | 48,58       | 9      |
|                | Divers gauche                      | 8 632        | 13,77        | 6 389       | 11,75       | 2      |
|                | Parti communiste français          | 4 877        | 7,78         |             |             |        |
|                | Les Verts                          | 978          | 1,56         |             |             |        |
|                | Parti radical de gauche            | 549          | 0,88         |             |             |        |
| Gauche         | Gauche                             | 31 508       | 50,26        | 32 814      | 60,33       | 11     |
|                |                                    |              |              |             |             |        |
|                | Divers droite                      | 10 418       | 16,62        | 7 539       | 13,86       | 2      |
|                | Union pour un mouvement populaire  | 10 007       | 15,96        | 6 347       | 11,67       | 3      |
|                | Front national                     | 6 369        | 10,16        | 914         | 1,68        | 0      |
|                | Union pour la démocratie française | 3 696        | 5,89         | 6 777       | 12,46       | 0      |
| Droite         | Droite                             | 30 490       | 48,63        | 21 577      | 39,67       | 5      |
|                |                                    |              |              |             |             |        |
|                | Divers                             | 704          | 1,12         |             |             |        |
|                |                                    |              |              |             |             |        |
| Inscrits       | Inscrits                           | 96 415       | 100,00       | 81 631      | 100,00      |        |
| Abstention     | Abstention                         | 30 987       | 32,14        | 23 939      | 29,33       |        |
| Votants        | Votants                            | 65 428       | 67,86        | 57 692      | 70,67       |        |
| Blancs et nuls | Blancs et nuls                     | 2 726        | 4,17         | 3 301       | 5,72        |        |
| Exprimés       | Exprimés                           | 62 702       | 95,83        | 54 391      | 94,28       |        |

## Résultats par canton

### Canton d'Annonay-Nord
| Candidats      | Candidats            | Étiquette      | Premier tour | Premier tour | Second tour | Second tour |
| Candidats      | Candidats            | Étiquette      | Voix         | %            | Voix        | %           |
| -------------- | -------------------- | -------------- | ------------ | ------------ | ----------- | ----------- |
|                | Denis Lacombe*       | PS             | 2 428        | 33,32        | 4 074       | 52,74       |
|                | Robert Hérelier      | UDF            | 1 539        | 21,12        | 3 650       | 47,26       |
|                | Bernard Entressangle | UMP            | 1 330        | 18,25        | Retrait     | Retrait     |
|                | Christian Robert     | FN             | 1 137        | 15,61        |             |             |
|                | Patrick Belghit      | PCF            | 852          | 11,69        |             |             |
|                |                      |                |              |              |             |             |
| Inscrits       | Inscrits             | Inscrits       | 13 072       | 100,00       | 13 072      | 100,00      |
| Abstention     | Abstention           | Abstention     | 5 318        | 40,68        | 4 723       | 36,13       |
| Votants        | Votants              | Votants        | 7 754        | 59,32        | 8 349       | 63,87       |
| Blancs et nuls | Blancs et nuls       | Blancs et nuls | 468          | 6,04         | 625         | 7,49        |
| Exprimés       | Exprimés             | Exprimés       | 7 286        | 93,96        | 7 724       | 92,51       |

*sortant

### Canton d'Annonay-Sud
| Candidats      | Candidats             | Étiquette      | Premier tour | Premier tour | Second tour | Second tour |
| Candidats      | Candidats             | Étiquette      | Voix         | %            | Voix        | %           |
| -------------- | --------------------- | -------------- | ------------ | ------------ | ----------- | ----------- |
|                | Jean-Claude Tournayre | PS             | 1 748        | 27,62        | 3 119       | 49,94       |
|                | Dominique Chambon*    | UDF            | 1 359        | 21,47        | 3 127       | 50,06       |
|                | Claude Richard        | FN             | 1 039        | 16,42        |             |             |
|                | Guy Fanget            | UMP            | 779          | 12,31        |             |             |
|                | Eliane Coste          | PCF            | 573          | 9,05         |             |             |
|                | François Sibille      | DVD            | 459          | 7,25         |             |             |
|                | Jean-Luc Chaulet      | DVG            | 372          | 5,88         |             |             |
|                |                       |                |              |              |             |             |
| Inscrits       | Inscrits              | Inscrits       | 10 668       | 100,00       | 10 643      | 100,00      |
| Abstention     | Abstention            | Abstention     | 3 945        | 36,98        | 3 702       | 34,78       |
| Votants        | Votants               | Votants        | 6 723        | 63,02        | 6 941       | 65,22       |
| Blancs et nuls | Blancs et nuls        | Blancs et nuls | 394          | 5,86         | 695         | 10,01       |
| Exprimés       | Exprimés              | Exprimés       | 6 329        | 94,14        | 6 246       | 89,99       |

*sortant

### Canton d'Antraigues-sur-Volane
| Candidats      | Candidats       | Étiquette      | Premier tour | Premier tour |
| Candidats      | Candidats       | Étiquette      | Voix         | %            |
| -------------- | --------------- | -------------- | ------------ | ------------ |
|                | Michel Teston*  | PS             | 1 085        | 63,08        |
|                | Michel Pesenti  | DVG            | 281          | 16,34        |
|                | Jacky Auvity    | PCF            | 116          | 6,74         |
|                | Paulette Mejean | FN             | 108          | 6,28         |
|                | Éric Arnou      | Verts          | 104          | 6,05         |
|                | John Hodgkinson | SE             | 26           | 1,51         |
|                |                 |                |              |              |
| Inscrits       | Inscrits        | Inscrits       | 2 415        | 100,00       |
| Abstention     | Abstention      | Abstention     | 647          | 26,79        |
| Votants        | Votants         | Votants        | 1 768        | 73,21        |
| Blancs et nuls | Blancs et nuls  | Blancs et nuls | 48           | 2,71         |
| Exprimés       | Exprimés        | Exprimés       | 1 720        | 97,29        |

*sortant

### Canton du Cheylard
| Candidats      | Candidats       | Étiquette      | Premier tour | Premier tour |
| Candidats      | Candidats       | Étiquette      | Voix         | %            |
| -------------- | --------------- | -------------- | ------------ | ------------ |
|                | Jacques Chabal* | UMP            | 1 948        | 57,19        |
|                | Maurice Roche   | DVG            | 1 190        | 34,94        |
|                | Jacques Ravinet | FN             | 268          | 7,87         |
|                |                 |                |              |              |
| Inscrits       | Inscrits        | Inscrits       | 5 355        | 100,00       |
| Abstention     | Abstention      | Abstention     | 1 728        | 32,27        |
| Votants        | Votants         | Votants        | 3 627        | 67,73        |
| Blancs et nuls | Blancs et nuls  | Blancs et nuls | 221          | 6,09         |
| Exprimés       | Exprimés        | Exprimés       | 3 406        | 93,91        |

*sortant

### Canton de Joyeuse
| Candidats      | Candidats           | Étiquette      | Premier tour | Premier tour | Second tour | Second tour |
| Candidats      | Candidats           | Étiquette      | Voix         | %            | Voix        | %           |
| -------------- | ------------------- | -------------- | ------------ | ------------ | ----------- | ----------- |
|                | Jacques Guilhaumon* | DVD            | 1 461        | 30,29        | 2 250       | 45,75       |
|                | Raoul L'Herminier   | PS             | 899          | 18,64        | 2 668       | 54,25       |
|                | Henri Belleville    | DVG            | 862          | 17,87        | Retrait     | Retrait     |
|                | Jacques Lacour      | PRG            | 549          | 11,38        |             |             |
|                | Loic Borgomano      | FN             | 398          | 8,25         |             |             |
|                | Josiane Poulin      | PCF            | 344          | 7,13         |             |             |
|                | Alain Chalvet       | DVD            | 311          | 6,45         |             |             |
|                |                     |                |              |              |             |             |
| Inscrits       | Inscrits            | Inscrits       | 7 168        | 100,00       | 7 168       | 100,00      |
| Abstention     | Abstention          | Abstention     | 2 139        | 29,84        | 1 955       | 27,27       |
| Votants        | Votants             | Votants        | 5 029        | 70,16        | 5 213       | 72,73       |
| Blancs et nuls | Blancs et nuls      | Blancs et nuls | 205          | 4,08         | 295         | 5,66        |
| Exprimés       | Exprimés            | Exprimés       | 4 824        | 95,92        | 4 918       | 94,34       |

*sortant

### Canton de Lamastre
| Candidats      | Candidats              | Étiquette      | Premier tour | Premier tour |
| Candidats      | Candidats              | Étiquette      | Voix         | %            |
| -------------- | ---------------------- | -------------- | ------------ | ------------ |
|                | Jean-Paul Vallon*      | DVD            | 2 051        | 59,26        |
|                | Frédéric Delepine      | PCF            | 1 177        | 34,01        |
|                | Marie-France Charmarty | FN             | 233          | 6,73         |
|                |                        |                |              |              |
| Inscrits       | Inscrits               | Inscrits       | 5 106        | 100,00       |
| Abstention     | Abstention             | Abstention     | 1 458        | 28,55        |
| Votants        | Votants                | Votants        | 3 648        | 71,45        |
| Blancs et nuls | Blancs et nuls         | Blancs et nuls | 187          | 5,13         |
| Exprimés       | Exprimés               | Exprimés       | 3 461        | 94,87        |

*sortant

### Canton de Montpezat-sous-Bauzon
| Candidats      | Candidats         | Étiquette      | Premier tour | Premier tour | Second tour | Second tour |
| Candidats      | Candidats         | Étiquette      | Voix         | %            | Voix        | %           |
| -------------- | ----------------- | -------------- | ------------ | ------------ | ----------- | ----------- |
|                | Éric Lespinasse   | UMP            | 479          | 32,74        | 753         | 52,33       |
|                | Albert Salomon    | DVG            | 373          | 25,50        | 686         | 47,67       |
|                | Pierre Duvert     | DVG            | 265          | 18,11        | Retrait     | Retrait     |
|                | Louis Ollier      | UDF            | 177          | 12,10        |             |             |
|                | Martine Dejean    | DVG            | 125          | 8,54         |             |             |
|                | Micheline Antoine | FN             | 44           | 3,01         |             |             |
|                |                   |                |              |              |             |             |
| Inscrits       | Inscrits          | Inscrits       | 1 824        | 100,00       | 1 823       | 100,00      |
| Abstention     | Abstention        | Abstention     | 333          | 18,26        | 293         | 16,07       |
| Votants        | Votants           | Votants        | 1 491        | 81,74        | 1 530       | 83,93       |
| Blancs et nuls | Blancs et nuls    | Blancs et nuls | 28           | 1,88         | 91          | 5,95        |
| Exprimés       | Exprimés          | Exprimés       | 1 463        | 98,12        | 1 439       | 94,05       |

### Canton de Privas
| Candidats      | Candidats           | Étiquette      | Premier tour | Premier tour | Second tour | Second tour |
| Candidats      | Candidats           | Étiquette      | Voix         | %            | Voix        | %           |
| -------------- | ------------------- | -------------- | ------------ | ------------ | ----------- | ----------- |
|                | Yves Chastan*       | PS             | 4 029        | 46,76        | 5 418       | 61,07       |
|                | Jean-Louis Bonhomme | UMP            | 2 481        | 28,80        | 3 454       | 38,93       |
|                | Suzanne Laurent     | FN             | 887          | 10,29        |             |             |
|                | Guy Charton         | PCF            | 624          | 7,24         |             |             |
|                | Bernard Issartel    | SE             | 595          | 6,91         |             |             |
|                |                     |                |              |              |             |             |
| Inscrits       | Inscrits            | Inscrits       | 13 429       | 100,00       | 13 424      | 100,00      |
| Abstention     | Abstention          | Abstention     | 4 485        | 33,40        | 4 091       | 30,48       |
| Votants        | Votants             | Votants        | 8 944        | 66,60        | 9 333       | 69,52       |
| Blancs et nuls | Blancs et nuls      | Blancs et nuls | 328          | 3,67         | 461         | 4,94        |
| Exprimés       | Exprimés            | Exprimés       | 8 616        | 96,33        | 8 872       | 95,06       |

*sortant

### Canton de Saint-Étienne-de-Lugdarès
| Candidats      | Candidats         | Étiquette      | Premier tour | Premier tour |
| Candidats      | Candidats         | Étiquette      | Voix         | %            |
| -------------- | ----------------- | -------------- | ------------ | ------------ |
|                | Marc Champel      | UMP            | 409          | 55,05        |
|                | Jérôme Gros       | DVG            | 301          | 40,51        |
|                | Claude Champetier | FN             | 18           | 2,42         |
|                | Jacky Brun        | PCF            | 15           | 2,02         |
|                |                   |                |              |              |
| Inscrits       | Inscrits          | Inscrits       | 945          | 100,00       |
| Abstention     | Abstention        | Abstention     | 194          | 20,53        |
| Votants        | Votants           | Votants        | 751          | 79,47        |
| Blancs et nuls | Blancs et nuls    | Blancs et nuls | 8            | 1,07         |
| Exprimés       | Exprimés          | Exprimés       | 743          | 98,93        |

### Canton de Saint-Félicien
| Candidats      | Candidats          | Étiquette      | Premier tour | Premier tour | Second tour | Second tour |
| Candidats      | Candidats          | Étiquette      | Voix         | %            | Voix        | %           |
| -------------- | ------------------ | -------------- | ------------ | ------------ | ----------- | ----------- |
|                | Jean-Paul Chauvin  | DVD            | 1 082        | 48,37        | 1 283       | 55,21       |
|                | Michel Bertrand    | DVG            | 635          | 28,39        | 1 041       | 44,79       |
|                | François Causseque | DVG            | 387          | 17,30        | Retrait     | Retrait     |
|                | Christian Cordier  | FN             | 133          | 5,95         |             |             |
|                |                    |                |              |              |             |             |
| Inscrits       | Inscrits           | Inscrits       | 3 050        | 100,00       | 3 050       | 100,00      |
| Abstention     | Abstention         | Abstention     | 750          | 24,59        | 650         | 2,31        |
| Votants        | Votants            | Votants        | 2 300        | 75,41        | 2 400       | 78,69       |
| Blancs et nuls | Blancs et nuls     | Blancs et nuls | 63           | 2,74         | 76          | 3,17        |
| Exprimés       | Exprimés           | Exprimés       | 2 237        | 97,26        | 2 324       | 96,83       |

### Canton de Saint-Martin-de-Valamas
| Candidats      | Candidats         | Étiquette      | Premier tour | Premier tour | Second tour | Second tour |
| Candidats      | Candidats         | Étiquette      | Voix         | %            | Voix        | %           |
| -------------- | ----------------- | -------------- | ------------ | ------------ | ----------- | ----------- |
|                | Roland Veuillens* | DVG            | 1 072        | 49,54        | 1 265       | 56,40       |
|                | Pierre Moulin     | DVD            | 485          | 22,41        | 466         | 20,78       |
|                | Georges Murillon  | DVD            | 446          | 20,61        | 512         | 22,83       |
|                | Étienne Boulanger | PCF            | 98           | 4,53         |             |             |
|                | Éric Hinzelin     | FN             | 63           | 2,91         |             |             |
|                |                   |                |              |              |             |             |
| Inscrits       | Inscrits          | Inscrits       | 2 949        | 100,00       | 2 946       | 100,00      |
| Abstention     | Abstention        | Abstention     | 704          | 23,87        | 636         | 21,59       |
| Votants        | Votants           | Votants        | 2 245        | 76,13        | 2 310       | 78,41       |
| Blancs et nuls | Blancs et nuls    | Blancs et nuls | 81           | 3,61         | 67          | 2,90        |
| Exprimés       | Exprimés          | Exprimés       | 2 164        | 96,39        | 2 243       | 97,10       |

*sortant

### Canton de Saint-Pierreville
| Candidats      | Candidats                         | Étiquette      | Premier tour | Premier tour | Second tour | Second tour |
| Candidats      | Candidats                         | Étiquette      | Voix         | %            | Voix        | %           |
| -------------- | --------------------------------- | -------------- | ------------ | ------------ | ----------- | ----------- |
|                | Pierre Vigne                      | PS             | 706          | 35,19        | 1 095       | 51,70       |
|                | Jean-Louis Beyron                 | DVD            | 576          | 28,71        | 1 023       | 48,30       |
|                | Bernard Vialle                    | DVD            | 505          | 25,17        |             |             |
|                | Marie-Élisabeth Gras-Le Bournault | DVG            | 219          | 10,92        |             |             |
|                |                                   |                |              |              |             |             |
| Inscrits       | Inscrits                          | Inscrits       | 2 750        | 100,00       | 2 749       | 100,00      |
| Abstention     | Abstention                        | Abstention     | 658          | 23,93        | 543         | 19,75       |
| Votants        | Votants                           | Votants        | 2 092        | 76,07        | 2 206       | 80,25       |
| Blancs et nuls | Blancs et nuls                    | Blancs et nuls | 86           | 4,11         | 88          | 3,99        |
| Exprimés       | Exprimés                          | Exprimés       | 2 006        | 95,89        | 2 118       | 96,01       |

### Canton de Valgorge
| Candidats      | Candidats         | Étiquette      | Premier tour | Premier tour |
| Candidats      | Candidats         | Étiquette      | Voix         | %            |
| -------------- | ----------------- | -------------- | ------------ | ------------ |
|                | Bernard Bonin*    | DVG            | 383          | 57,42        |
|                | Philippe Miltgem  | DVD            | 156          | 23,39        |
|                | Aurélia Bouvarel  | Verts          | 77           | 11,54        |
|                | Jean-Paul Olivier | PCF            | 28           | 4,20         |
|                | Henri Chevalier   | FN             | 23           | 3,45         |
|                |                   |                |              |              |
| Inscrits       | Inscrits          | Inscrits       | 933          | 100,00       |
| Abstention     | Abstention        | Abstention     | 253          | 27,12        |
| Votants        | Votants           | Votants        | 680          | 72,88        |
| Blancs et nuls | Blancs et nuls    | Blancs et nuls | 13           | 1,91         |
| Exprimés       | Exprimés          | Exprimés       | 667          | 98,09        |

*sortant

### Canton des Vans
| Candidats      | Candidats            | Étiquette      | Premier tour | Premier tour | Second tour | Second tour |
| Candidats      | Candidats            | Étiquette      | Voix         | %            | Voix        | %           |
| -------------- | -------------------- | -------------- | ------------ | ------------ | ----------- | ----------- |
|                | Jean-Marie Roux      | UMP            | 1 362        | 29,40        | 2 140       | 44,67       |
|                | Jean-Paul Manifacier | PS             | 1 171        | 25,28        | 2 651       | 55,33       |
|                | Alain Faucuit        | DVG            | 780          | 16,84        | Retrait     | Retrait     |
|                | Andrée Lapierre      | DVD            | 664          | 14,34        | Retrait     | Retrait     |
|                | Alain Gibert         | Verts          | 360          | 7,77         |             |             |
|                | Maria-Sonia Zetica   | FN             | 295          | 6,37         |             |             |
|                |                      |                |              |              |             |             |
| Inscrits       | Inscrits             | Inscrits       | 6 584        | 100,00       | 6 589       | 100,00      |
| Abstention     | Abstention           | Abstention     | 1 808        | 27,46        | 1 552       | 23,55       |
| Votants        | Votants              | Votants        | 4 776        | 72,54        | 5 037       | 76,45       |
| Blancs et nuls | Blancs et nuls       | Blancs et nuls | 144          | 3,02         | 246         | 4,88        |
| Exprimés       | Exprimés             | Exprimés       | 4 632        | 96,98        | 4 791       | 95,12       |

### Canton de Viviers
| Candidats      | Candidats          | Étiquette      | Premier tour | Premier tour | Second tour | Second tour |
| Candidats      | Candidats          | Étiquette      | Voix         | %            | Voix        | %           |
| -------------- | ------------------ | -------------- | ------------ | ------------ | ----------- | ----------- |
|                | Olivier Peverelli  | PS             | 2 143        | 33,76        | 3 720       | 56,03       |
|                | Christian Lavis    | DVD            | 1 129        | 17,79        | 1 973       | 29,72       |
|                | Élisabeth Chambert | DVD            | 1 093        | 17,22        | 32          | 0,48        |
|                | Henri Laurent      | FN             | 1 041        | 16,40        | 914         | 13,77       |
|                | François Louvet    | Verts          | 437          | 6,89         |             |             |
|                | Annie Galamien     | PCF            | 421          | 6,63         |             |             |
|                | Patrick Laurent    | SE             | 83           | 1,31         |             |             |
|                |                    |                |              |              |             |             |
| Inscrits       | Inscrits           | Inscrits       | 9 697        | 100,00       | 9 697       | 100,00      |
| Abstention     | Abstention         | Abstention     | 3 122        | 32,20        | 2 777       | 28,64       |
| Votants        | Votants            | Votants        | 6 575        | 67,80        | 6 920       | 71,36       |
| Blancs et nuls | Blancs et nuls     | Blancs et nuls | 228          | 3,47         | 281         | 4,06        |
| Exprimés       | Exprimés           | Exprimés       | 6 347        | 96,53        | 6 639       | 95,94       |

### Canton de La Voulte-sur-Rhône
| Candidats      | Candidats      | Étiquette      | Premier tour | Premier tour | Second tour | Second tour |
| Candidats      | Candidats      | Étiquette      | Voix         | %            | Voix        | %           |
| -------------- | -------------- | -------------- | ------------ | ------------ | ----------- | ----------- |
|                | Marc Bolomey   | PS             | 2 263        | 33,27        | 3 680       | 52,00       |
|                | Thierry Avouac | DVG            | 1 387        | 20,39        | 3 397       | 48,00       |
|                | Bernard Berger | UMP            | 1 219        | 17,92        | Retrait     | Retrait     |
|                | Norbert Laidet | FN             | 682          | 10,03        |             |             |
|                | Jean Lafosse   | PCF            | 629          | 9,25         |             |             |
|                | Guy Porte      | UDF            | 621          | 9,13         |             |             |
|                |                |                |              |              |             |             |
| Inscrits       | Inscrits       | Inscrits       | 10 470       | 100,00       | 10 470      | 100,00      |
| Abstention     | Abstention     | Abstention     | 3 445        | 32,90        | 3 017       | 28,82       |
| Votants        | Votants        | Votants        | 7 025        | 67,10        | 7 453       | 71,18       |
| Blancs et nuls | Blancs et nuls | Blancs et nuls | 224          | 3,19         | 376         | 5,04        |
| Exprimés       | Exprimés       | Exprimés       | 6 801        | 96,81        | 7 077       | 94,96       |